# Jeux olympiques d'hiver de 1924
Vous lisez un « bon article » labellisé en 2015.
Pour les articles homonymes, voir Jeux olympiques de 1924.
Les Jeux olympiques d'hiver de 1924, officiellement connus comme les Iers Jeux olympiques d'hiver, ont lieu à Chamonix-Mont-Blanc, en France, du 25 janvier au 5 février 1924. Après l'attribution des Jeux olympiques d'été de 1924 à la ville de Paris et alors que des sports comme le patinage artistique ou le hockey sur glace ont déjà figuré au programme des Jeux, notamment à Anvers en 1920, le Comité international olympique (CIO) donne son feu vert à la tenue d'une première compétition de sports d'hiver. Face aux réticences des pays nordiques (Scandinavie et Finlande) qui craignent qu'une telle épreuve nuise à leur propre compétition, les Jeux nordiques, les Jeux de Chamonix ne revêtent dans un premier temps aucun caractère olympique et se tiennent alors en tant que « Semaine internationale des sports d'hiver » donnée dans le cadre des Jeux de Paris et sous le patronage du CIO.
La compétition rassemble 258 athlètes de seize pays qui disputent un total de seize épreuves dans six sports différents. Le patineur de vitesse finlandais Clas Thunberg devient l'athlète le plus médaillé de ces Jeux en remportant cinq médailles dont trois en or. La délégation norvégienne est la première au classement officiel des nations (établi en fonction des six premières places de chaque épreuve) ainsi qu'au tableau des médailles, en comptant dix-sept médailles alors qu'elle ne se présente qu'avec seize athlètes. Face au succès rencontré à Chamonix, les pays nordiques abandonnent leurs réserves et la semaine internationale de Chamonix est requalifiée a posteriori comme étant les premiers Jeux olympiques d'hiver de l'histoire lors du congrès olympique de Prague le 27 mai 1925, donnant ainsi lieu à la création d'un cycle propre aux Jeux d'hiver et distinct de celui des Jeux d'été.

## Naissance des Jeux d'hiver

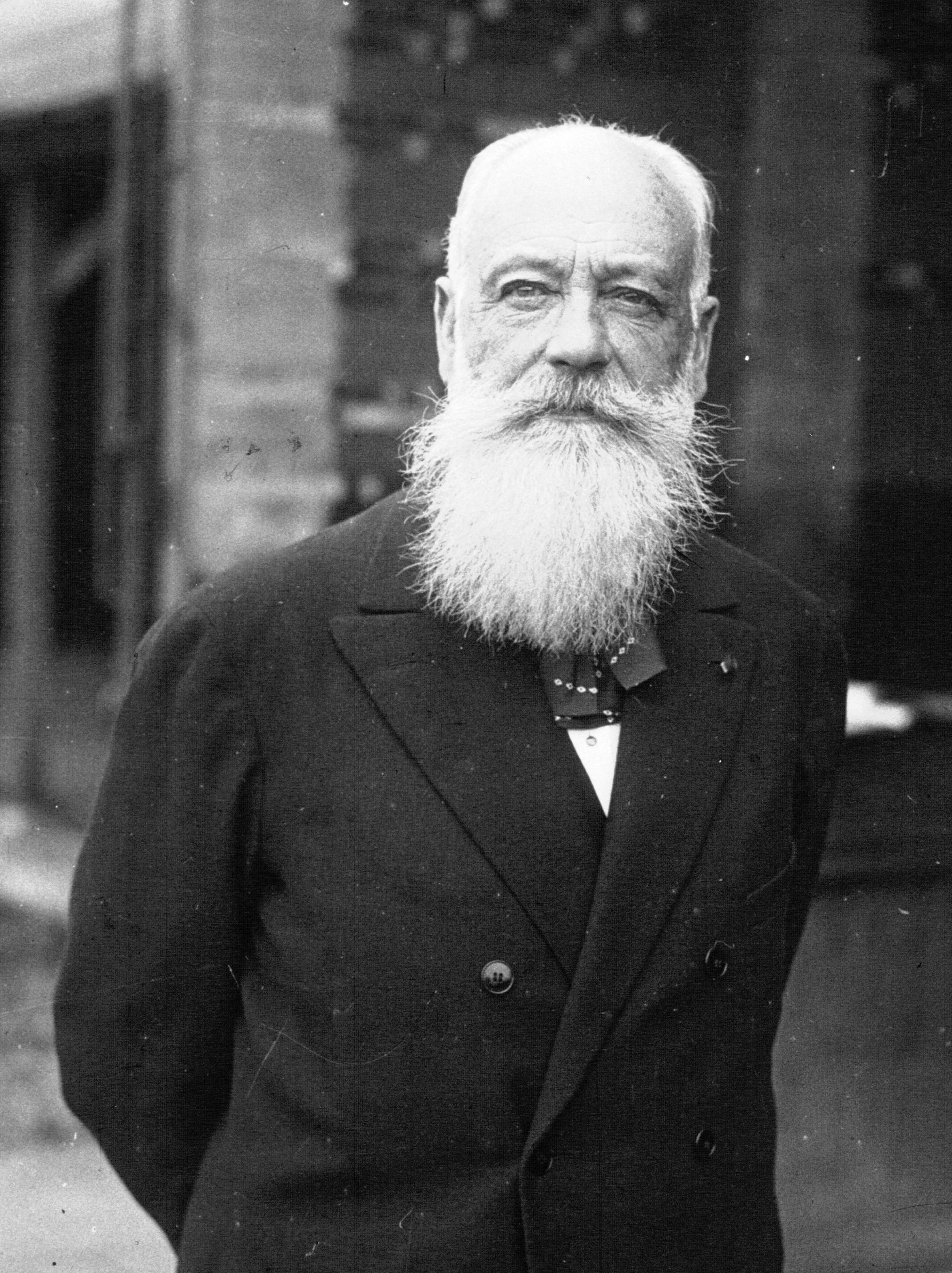
Le comte Justinien Clary, l'un des fers de lance du Comité olympique français.

Dès le premier congrès olympique de 1894, qui se tient à Paris dans le but de rétablir les Jeux olympiques, il est mentionné que le patinage doit être représenté autant que possible aux Jeux,. Ainsi des épreuves de patinage artistique sont organisées à Londres en 1908 puis à Anvers en 1920, où un tournoi de hockey sur glace est également disputé lors d'un prologue qui se tient quatre mois avant l'ouverture des Jeux. L'intégration des sports d'hiver dans le programme des Jeux se heurte néanmoins à un obstacle matériel et technique puisque les villes hôtes ne possèdent pas toutes les infrastructures nécessaires à leur pratique. Les épreuves de patinage artistique sont par exemple absentes des Jeux d'Athènes en 1896 puis de Stockholm en 1912 car ces deux villes sont dépourvues de patinoires.
Dans le même temps, la pratique des sports d'hiver poursuit son développement : les Jeux nordiques se tiennent à Stockholm dès 1901 et une semaine internationale, organisée par le Club alpin français, se déroule chaque année en France depuis 1907. Chamonix-Mont-Blanc accueille notamment les éditions 1920 et 1921. L'idée d'incorporer les disciplines hivernales au programme olympique poursuit son chemin : le baron Pierre de Coubertin s'y montre favorable en déclarant que les « Jeux olympiques sont les jeux de tous les sports ». La presse et le Club alpin français soutiennent également cette idée. Ce projet se heurte pourtant à l'opposition des pays nordiques qui craignent que l'organisation de Jeux olympiques d'hiver nuisent aux Jeux nordiques,.
En juin 1921, le comte Justinien Clary et le marquis de Polignac, tous deux représentants français au CIO, présentent la candidature de la ville de Paris pour les Jeux de 1924 lors du congrès du CIO à Lausanne. Ils suggèrent également l'idée d'organiser des Jeux olympiques d'hiver à cette occasion, un projet qui reçoit notamment le soutien des délégués canadiens et suisses comme le baron Godefroy de Blonay. Le 5 juin, les membres du CIO se prononcent en faveur de l'admission des sports d'hiver à la famille olympique. Ce vote autorise également la tenue des compétitions de sports d'hiver dans un lieu propice et pas obligatoirement dans la ville désignée pour recevoir les Jeux olympiques d'été. Les Nordiques demeurent hostiles au projet mais grâce à l'influence du Suédois Sigfrid Edström, président de la Fédération internationale d'athlétisme et favorable à la proposition française au CIO, ils acceptent d'y prendre part à condition que les Jeux ne soit pas appelés « olympiques ». La compétition est donc organisée sous le patronage du CIO et reçoit l'appellation de « Semaine internationale des sports d'hiver »,. Elle ne constitue dans un premier temps qu'un prélude aux Jeux d'été.

## Organisation

### Sélection de la ville hôte
| Chamonix-Mont-Blanc Gérardmer Luchon-Superbagnères |

Plusieurs villes se portent candidates pour accueillir les épreuves de sports d'hiver : Gérardmer dans les Vosges, Luchon-Superbagnères dans les Pyrénées et Chamonix-Mont-Blanc dans les Alpes. Du 12 au 14 juin 1922, le Comité olympique français (COF) organise à Paris un Congrès des sports d'hiver avec les fédérations et commissions internationales concernées afin d'établir le programme des compétitions. Chamonix est alors désignée comme ville hôte des épreuves car ses concurrentes ne pouvaient garantir un nombre de logements suffisant ni une bonne probabilité d'enneigement. Après une première rencontre en janvier 1923, le contrat liant Paris et Chamonix-Mont-Blanc est paraphé le 20 février 1923 entre Frantz Reichel, secrétaire général du COF et Jean Lavaivre, maire de Chamonix,.

### Aspects économiques
À travers l'accueil de cette compétition sportive, Chamonix-Mont-Blanc poursuit également un enjeu économique et touristique dans le but de moderniser ses installations et ainsi concurrencer d'autres stations alpines, comme celles de Saint-Moritz et Davos en Suisse. L'organisation de la semaine internationale des sports d'hiver nécessite l'érection d'une piste de bobsleigh, d'une patinoire et d'un tremplin de saut à ski dont l'étude de projet ainsi que la direction sont confiées au service des Ponts et Chaussées de la Haute-Savoie,. Le Comité olympique français (COF) promet alors d'aider au financement des travaux à hauteur de 500 000 francs,. La municipalité de Chamonix contracte un emprunt de 300 000 francs auprès des particuliers propriétaires des palaces et des grands hôtels de la commune, ainsi qu'un emprunt de 500 000 francs auprès du Crédit foncier. Les travaux débutent le 31 mai 1923, soit seulement huit mois avant le début des épreuves et la municipalité de Chamonix-Mont-Blanc doit rapidement faire face à des problèmes techniques. Au début du mois de septembre 1923, le COF mandate un expert qui dresse un rapport édifiant quant au retard pris sur les différents chantiers. La ville est alors mise en demeure de respecter le délai fixé au 1er novembre suivant sous peine de se voir retirer la subvention promise par le COF ou bien d'assister à la suppression des sports d'hiver du programme olympique.
L'accélération des travaux entraîne un coût supplémentaire sur la facture totale de ces Jeux. L'aménagement de la patinoire et du stade olympique représente la plus forte dépense avec 1 100 000 francs. La construction de la piste de bobsleigh coûte quant à elle 115 822,57 francs et le tremplin de saut 58 565,22 francs. En raison de graves problèmes de trésorerie, le COF ne participe finalement qu'à hauteur de 250 000 francs alors que la municipalité de Chamonix-Mont-Blanc règle à elle seule 2 des 3,5 millions de francs dépensés au total pour l'organisation et la tenue de la semaine internationale des sports d'hiver,. Les principales sources de revenus émanent de la vente des billets : avec un nombre total de 10 044 spectateurs payants, la billetterie rapporte 107 880,80 francs. Les recettes totales sur la durée des Jeux s'élèvent à 120 000 francs.

### Nations participantes

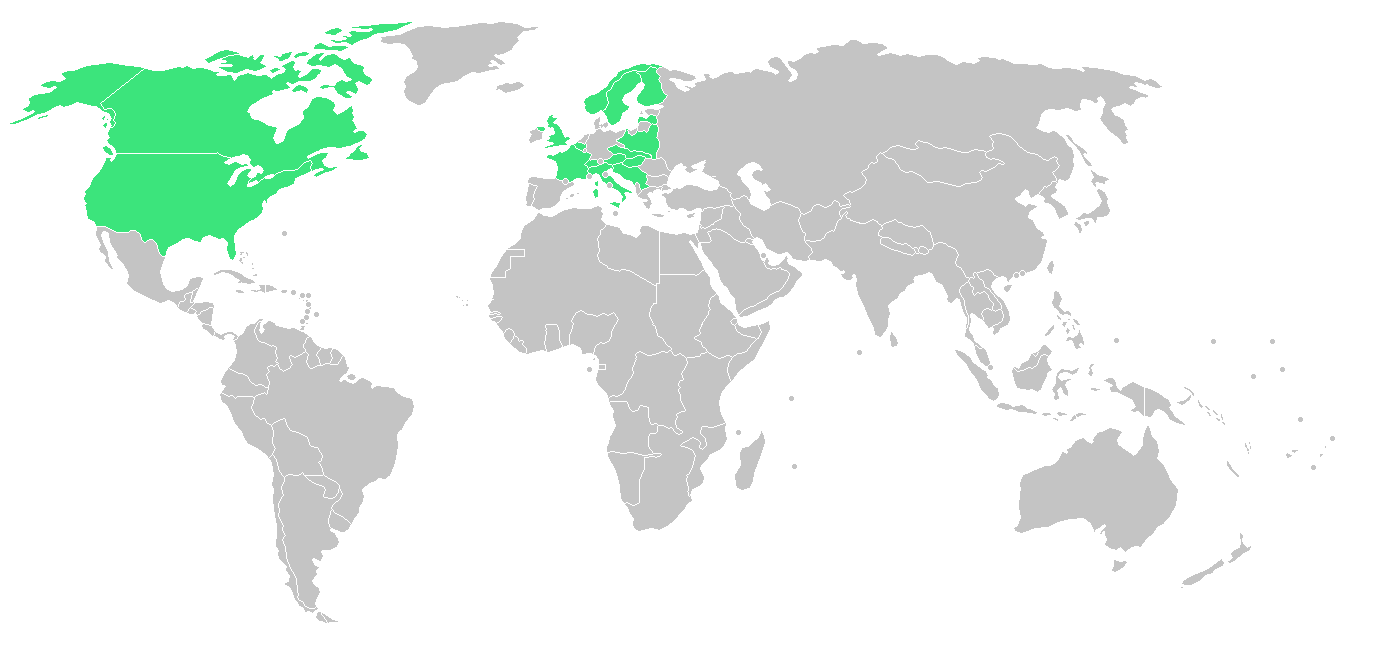
16 nations participent aux Jeux.

Seize nations sont représentées à Chamonix pour un nombre total de 258 athlètes, dont 245 hommes et 13 femmes,. Conformément à une décision du CIO, seuls les pays membres de la Société des Nations sont autorisés à prendre part aux Jeux de Paris et par conséquent, à la semaine des sports d'hiver des Chamonix. L'Allemagne est ainsi exclue de la compétition. Le nombre de nations présentes à Chamonix est inférieur aux 44 pays engagés à Paris.
Le nombre indiqué entre parenthèses correspond au nombre d'athlètes engagés dans les épreuves officielles pour chaque pays.
| - Autriche (4) - Belgique (18) - Canada (12) - États-Unis (24) |  | - Finlande (13) - France (39) - Grande-Bretagne (28) - Hongrie (4) |  | - Italie (18) - Lettonie (2) - Norvège (14) - Pologne (7) |  | - Suède (23) - Suisse (27) - Tchécoslovaquie (24) - Yougoslavie (4) |

## Sites de compétition

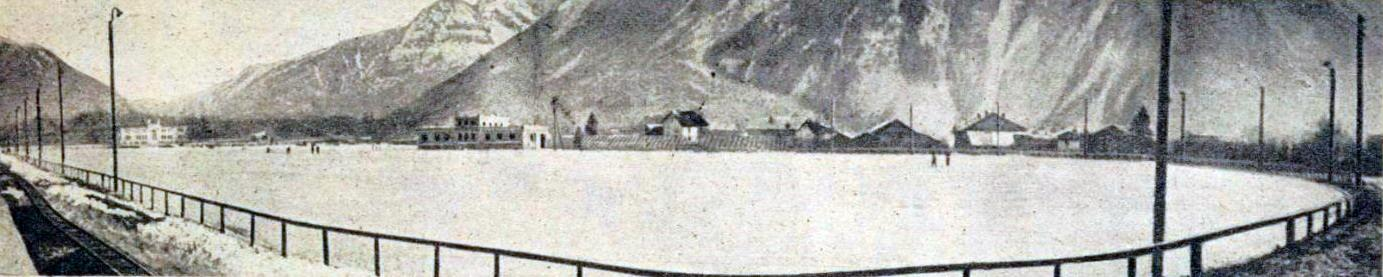
La patinoire de Chamonix en 1924.

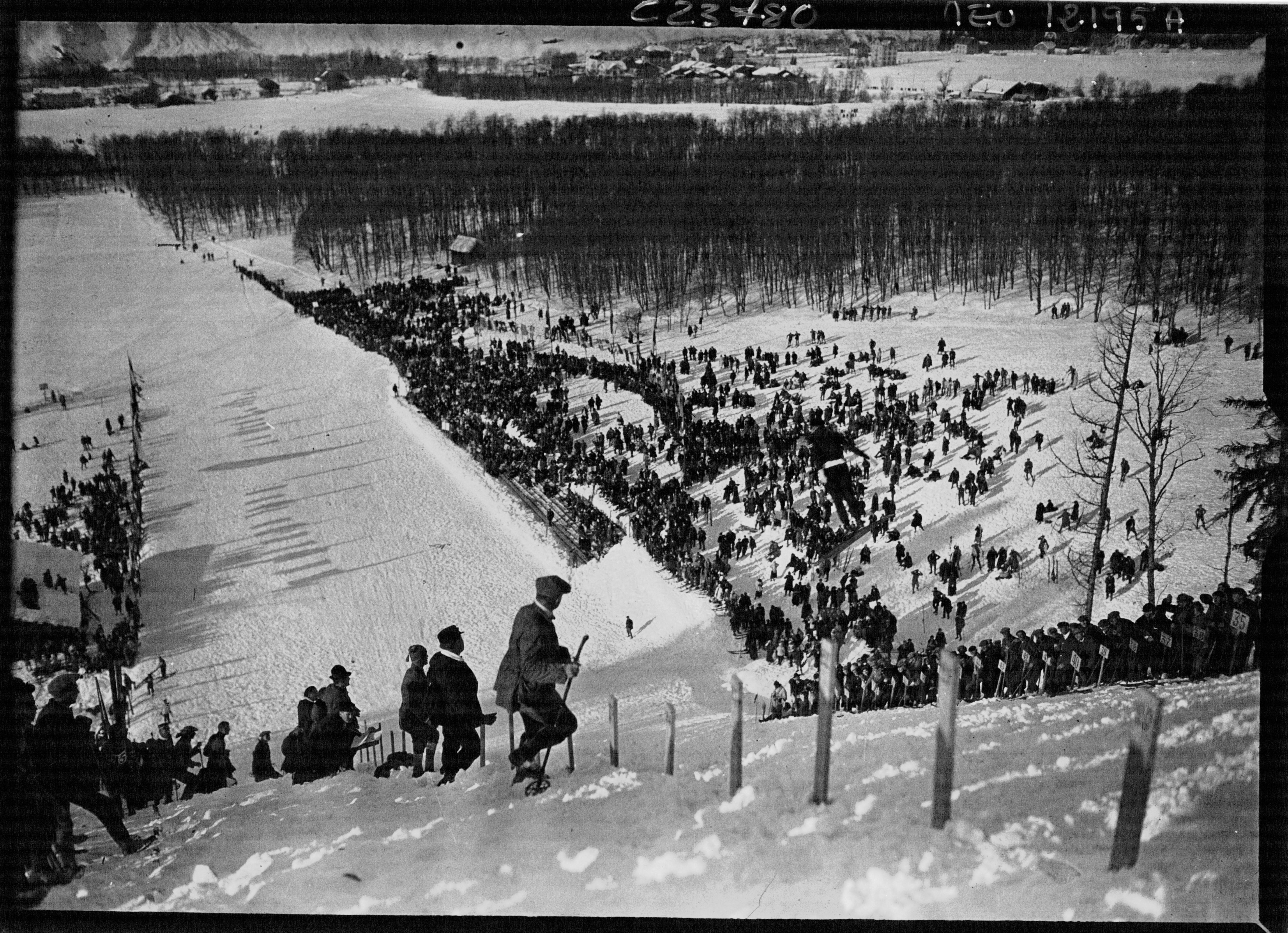
Le tremplin olympique du Mont lors du concours de saut à ski.

La patinoire, également connue comme le stade olympique de Chamonix, est établie en bordure de l'Arve, en amont de Chamonix, face à une ancienne patinoire de la ville. D'une superficie totale de 36 000 m2, elle est à cette époque la plus grande patinoire artificielle du monde et bénéficie des dernières avancées technologiques. La construction de ce stade nécessite au préalable des travaux d'endiguement de la rivière afin de soutenir le remblai de la patinoire. De forme rectangulaire, celle-ci est complétée par deux demi-cercles de 90 mètres de diamètre, pour une longueur maximale de 227 mètres. À elle seule, la patinoire proprement dite représente 20 620 m2, auxquels il faut ajouter une piste de course 5 000 m2 et un terrain de curling de 2 040 m2. Le reste du terrain comprend une piste de ski joëring ainsi que des tribunes et un pavillon des sports. Les spectateurs disposent de cinq tribunes. La plus luxueuse peut accueillir 400 personnes, tandis que la grande tribune couverte a une capacité de 1 000 places.
Le tremplin olympique du Mont est construit à proximité du glacier des Bossons pour accueillir les épreuves de saut à ski et de combiné nordique. D'une longueur de 79,40 mètres, la piste de lancement compte trois départs. La piste de réception, au bout de laquelle des tribunes en gradins sont aménagées pour accueillir les spectateurs, a une longueur totale de 178 mètres.
Les épreuves de bobsleigh se déroulent sur la piste des Pélerins, à proximité du funiculaire aérien de l'Aiguille du Midi. La piste est longue de 1 369,88 mètres pour une largeur de 2 mètres et comporte 19 courbes. Une conduite d'eau suit la piste afin d'en permettre l'arrosage et l'alimentation. La remontée des bobsleighs et des athlètes s'effectue par le biais du funiculaire.

## Déroulement

### Calendrier
Le programme de la semaine internationale des sports d'hiver est établi lors du Congrès des sports d'hiver de juin 1922 à Paris, tandis que le calendrier des épreuves est déterminé par la commission technique du Comité olympique français. Un total de seize épreuves sont organisées, dont quatre par équipes : la patrouille militaire, le hockey sur glace, le curling et le bobsleigh.
| CO | Cérémonie d'ouverture | ● | Épreuve(s) | 1 | Finale d'épreuve officielle | CC | Cérémonie de clôture |

| janvier-février 1924   | 24 Jeu | 25 Ven | 26 Sam    | 27 Dim             | 28 Lun | 29 Mar | 30 Mer          | 31 Jeu | 1 Ven | 2 Sam | 3 Dim          | 4 Lun         | 5 Mar | Épreuves |
| ---------------------- | ------ | ------ | --------- | ------------------ | ------ | ------ | --------------- | ------ | ----- | ----- | -------------- | ------------- | ----- | -------- |
| Cérémonies             | CO     |        |           |                    |        |        |                 |        |       |       |                |               | CC    | —        |
| Bobsleigh              |        |        |           |                    |        |        |                 |        |       | ●     | BOB à QUATRE H |               |       | 1        |
| Combiné nordique       |        |        |           |                    |        |        |                 |        |       | ●     |                | SAUT et 18 KM |       | 1        |
| Curling                |        |        |           |                    | ●      | ●      | G B 46-4 FRANCE |        |       |       |                |               |       | 1        |
| Hockey sur glace       |        |        |           |                    | ●      | ●      | ●               | ●      | ●     | ●     | CAN 6-1 USA    |               |       | 1        |
| Patinage artistique    |        |        |           |                    | ●      | FEMME  | HOMME           | COUPLE |       |       |                |               |       | 3        |
| Patinage de vitesse    |        |        | 500 5000' | 1500 10000 combine |        |        |                 |        |       |       |                |               |       | 5        |
| Patrouille militaire   |        |        |           |                    |        | 30 km  |                 |        |       |       |                |               |       | 1        |
| Saut à ski             |        |        |           |                    |        |        |                 |        |       |       |                | K90           |       | 1        |
| Ski de fond            |        |        |           |                    |        |        | 50 km           |        |       | 18 km |                |               |       | 2        |
| Nombre de finales/jour |        |        | 2         | 3                  | 0      | 2      | 3               | 1      | 0     | 1     | 2              | 2             |       |          |
| Total cumulé           |        |        | 2         | 5                  | 5      | 7      | 10              | 11     | 11    | 12    | 14             | 16            |       | 16       |

### Conditions météorologiques
Malgré les aléas météorologiques, les installations sont prêtes à temps. À la fin du mois de décembre 1923, 1,70 m de neige tombe sur Chamonix en 24 heures. L'armée est alors sollicitée pour participer aux travaux de déneigement qui débutent pendant les fêtes de fin d'année et se poursuivent durant les trois premières semaines du mois de janvier. Cet incident passé, un redoux survient et une violente pluie s'abat sur les sites. Les premiers athlètes sont alors déjà sur place et ne peuvent pas s'entraîner. Avec le dégel, la patinoire se transforme en lac à la veille de la cérémonie d'ouverture. L'annulation de plusieurs épreuves est un temps évoquée, mais la chute des températures permet finalement d'aménager les différents sites pour accueillir les compétitions.

### Cérémonie d'ouverture

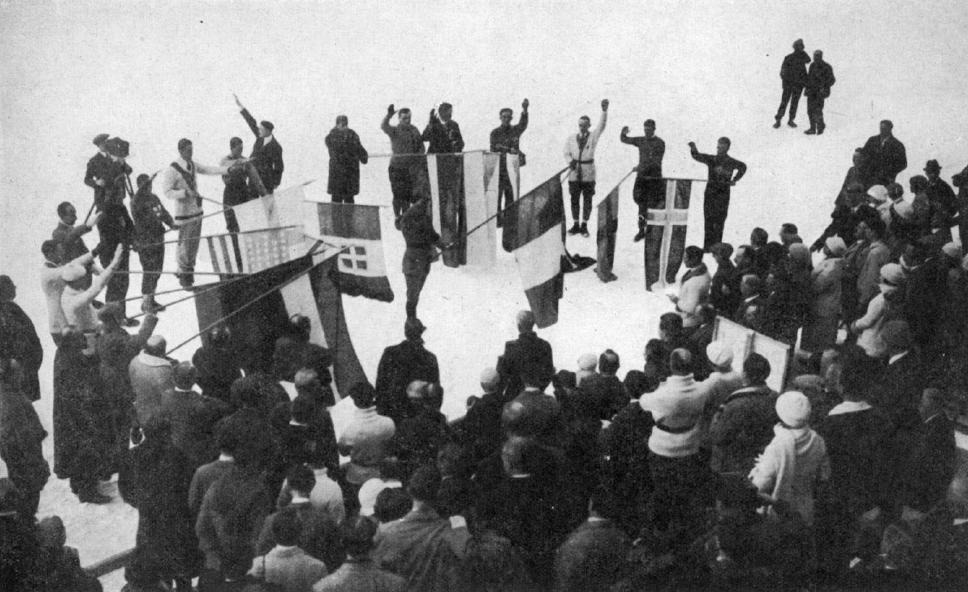
Le serment des athlètes

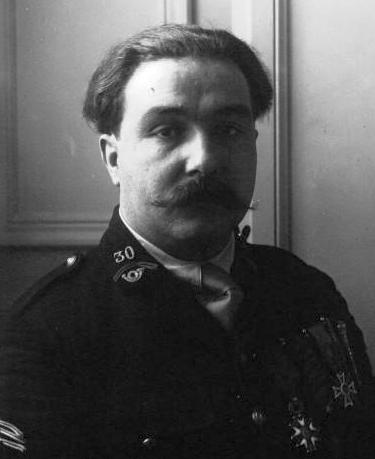
Le sous-secrétaire d'État Gaston Vidal proclame l'ouverture des « Sports d'hiver de Chamonix ».

La cérémonie d'ouverture se déroule l'après-midi du 24 janvier 1924. Un cortège constitué des différentes délégations et de plusieurs associations chamoniardes se forme sur la place de l'Hôtel-de-Ville de Chamonix, où Jean Lavaivre, maire de la commune, prononce un discours de bienvenue. Le cortège traverse ensuite les rues de la ville, accompagné de la fanfare du 6e bataillon de chasseurs alpins. Les seize nations défilent par ordre alphabétique ; l'Autriche est en tête tandis que la Yougoslavie ferme la marche. Dans chaque délégation, les sportifs marchent dans l'ordre des épreuves : d'abord les patineurs de vitesse, puis les patineurs artistiques, les fondeurs, les skieurs militaires précédés de leurs officiers, les hockeyeurs, les joueurs de curling et enfin les bobeurs. En arrivant au stade olympique, seules les délégations sportives font leur entrée sur la patinoire pour se placer devant le cortège officiel. Le comte Justinien Clary, président du Comité olympique français (COF), ouvre la cérémonie par un discours d'accueil, accompagné des membres du Comité international olympique, le comte Henri de Baillet-Latour, le marquis de Polignac, le baron de Blonay et le général Kentish. Le sous-secrétaire d'État à l'Enseignement technique Gaston Vidal déclare alors ouverts les « Sports d'hiver de Chamonix, donnés à l'occasion de la VIIIe olympiade de l'ère moderne »,. Les porteurs de drapeaux se rassemblent ensuite en arc de cercle autour de l'adjudant Camille Mandrillon, porteur du drapeau français, qui prononce le serment olympique au nom de tous les athlètes. La cérémonie s'achève par un nouveau défilé des nations autour de la patinoire,.

### Épreuves

#### Bobsleigh
L'épreuve de bobsleigh se déroule les 2 et 3 février sur la piste des Pélerins et réunit onze équipages de quatre ou cinq athlètes représentant six nations. Après la mise hors de course de plusieurs équipes lors des entraînements, le nombre de partants est réduit à neuf : une équipe pour la Belgique, deux équipes pour la France, la Grande-Bretagne, l'Italie et la Suisse. L'épreuve se court en quatre manches et le chronométrage est effectué au centième de seconde. L'ordre de départ, tiré au sort, est le même pour les deux premières manches puis inversé pour les deux dernières. Le bob suisse mené par Eduard Scherrer est le premier à s'élancer et signe le meilleur temps de la première manche en 1 min 27 s 73, avec plus d'une seconde d'avance sur le bob britannique piloté par Ralph Broome et deux secondes et demie d'avance sur le bob belge mené par Charles Mulder. Trois équipages sont éliminés après cette première manche : le bob suisse du capitaine Stoffel, présenté comme le favori de l'épreuve, est mis hors de course après la blessure de l'un des équipiers, tout comme le bob français du capitaine Legrand. Le bob italien piloté par le capitaine Torinelli est quant à lui contraint à l'abandon à cause d'un problème technique. L'équipage suisse d'Eduard Scherrer, Alfred Neveu, Alfred Schläppi et Heinrich Schläppi accentue son avance dans la deuxième manche, puis dans la troisième en signant le record de la piste en 1 min 25 s 02. Avec un temps total de 5 min 45 s 54 à l'issue des quatre manches, il s'adjuge la médaille d'or devant le bob britannique de Ralph Broome et le bob belge de Charles Mulder. La France termine au pied du podium avec l'équipe du capitaine André Berg.

#### Combiné nordique

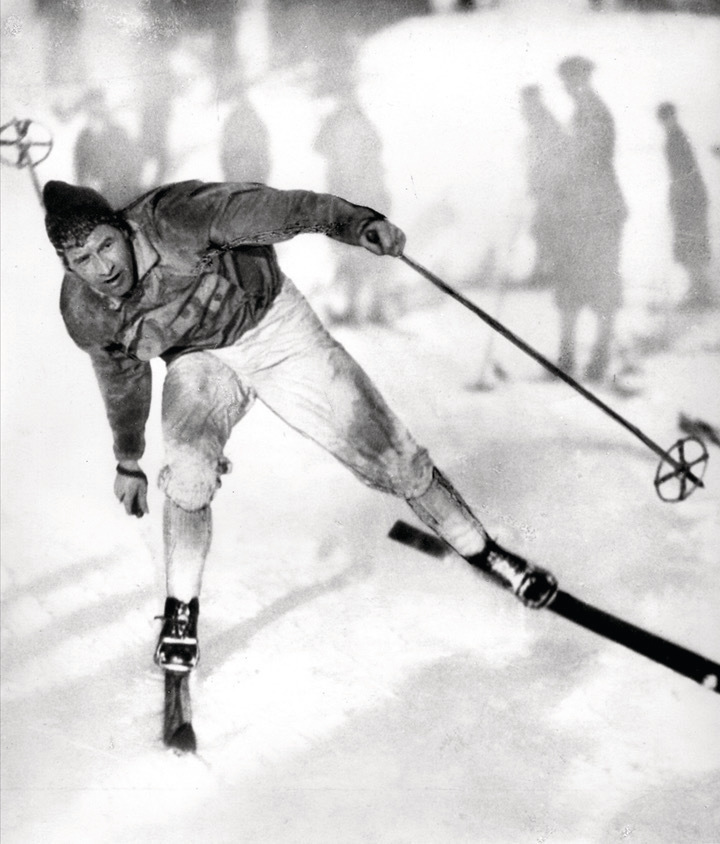
Johan Grøttumsbråten, triple médaillé à Chamonix, remporte le bronze en combiné nordique.

Les épreuves de combiné nordique consistent en une course de ski de fond de 18 km (en style classique) puis un concours de saut à ski. Contrairement aux épreuves actuelles, le ski de fond est couru avant le saut. Les épreuves se tiennent sur deux jours : le 2 février pour le fond et le 4 février pour le saut. Trente concurrents participent à cette compétition, dont la première partie se dispute en même temps que l'épreuve de ski de fond, remportée par le Norvégien Thorleif Haug.
L’épreuve de fond voit les quatre premières places de son classement échoir aux quatre Norvégiens engagés : Thorleif Haug, Thoralf Strømstad, Johan Grøttumsbråten et Harald Økern. L’épreuve de sauts n'amène aucune modification notable au classement, Thorleif Haug s’assurant une nouvelle victoire devant ses compatriotes Thoralf Strømstad et Harald Økern.

#### Curling
Le tournoi de curling rassemble seulement trois équipes : la France, la Suède et la Grande-Bretagne. La Suisse avait pourtant engagé une équipe, mais celle-ci ne participe finalement pas au tournoi olympique. Le premier match se déroule le 28 janvier sur le terrain du stade olympique de Chamonix. La Suède s'impose face à la France sur le score de 18 points à 10. Dans la deuxième rencontre du tournoi, les Français sont surclassés par les Britanniques, qui gagnent 46-4. La Grande-Bretagne domine ensuite très largement la Suède 38-7 et décroche ainsi la médaille d'or. L'équipe de Suède, qui avait aligné lors de cette rencontre une équipe totalement différente de celle qui a affronté les Français lors du premier match, obtient la médaille d'argent tandis que la France, malgré ses deux défaites dans le tournoi, se voit attribuer la médaille de bronze.

#### Hockey sur glace

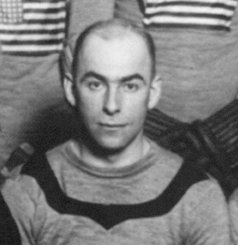
Herbert Drury inscrit quatorze buts pour l'équipe des États-Unis, médaillée d'argent.

Les matchs de hockey sur glace se déroulent au stade olympique de Chamonix. Le tournoi rassemble huit équipes qui sont regroupées en deux poules éliminatoires de quatre équipes, dans lesquelles chaque nation rencontre les trois autres. Les deux premières équipes de chaque groupe sont ensuite qualifiées pour une poule finale qui détermine l'attribution des médailles. Les rencontres se déroulent du 28 janvier au 3 février, au rythme de trois matchs par jour. Les nations nord-américaines affirment leur supériorité dès le premier tour de la compétition : le Canada survole ses trois rencontres en inscrivant un total de 85 buts sans en encaisser un seul. La Suède prend la deuxième place qualificative de ce groupe en dominant la Tchécoslovaquie puis la Suisse. Dans l'autre poule, les États-Unis démontrent la même aisance que les Canadiens en obtenant trois victoires consécutives, inscrivant 52 buts. La Grande-Bretagne, grâce à ses succès sur la France et la Belgique, est également qualifiée pour le tour final.
La Grande-Bretagne gagne de justesse la médaille de bronze au terme d'un match face aux Suédois achevé sur le score de 4-3. Le Canada et les États-Unis s'affrontent en finale le 3 février. Malgré un but de leur meilleur joueur, Herbert Drury, les Américains s'inclinent 6-1. Auteur de trois buts en finale, Harry Watson joue un rôle majeur dans l'attribution de la médaille d'or au Canada.

#### Patinage artistique

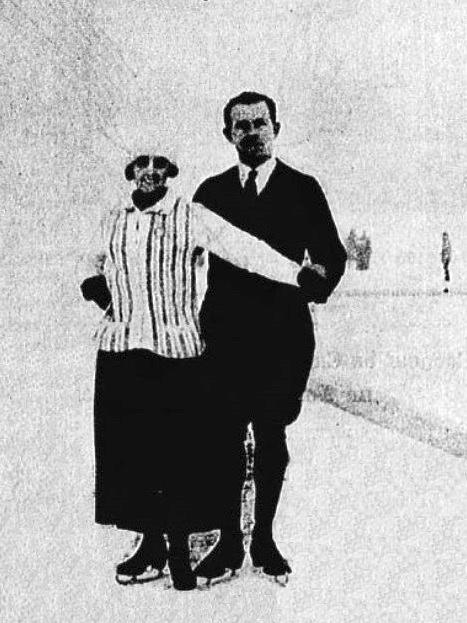
Alfred Berger et Helene Engelmann, champions olympiques en couple artistique.

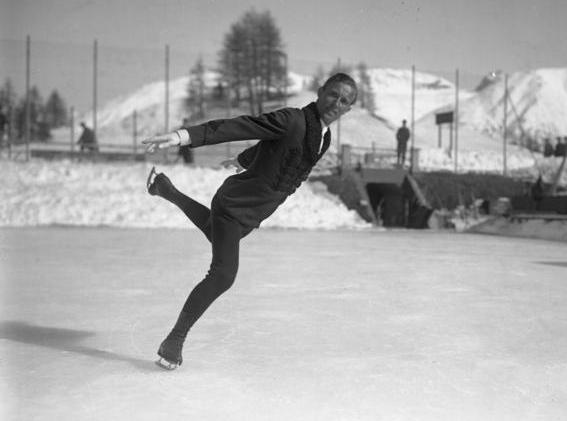
À Chamonix, Gillis Grafström gagne son deuxième titre olympique.

Trois épreuves de patinage artistique sont organisées sur la patinoire du stade olympique de Chamonix. C'est la troisième fois que le patinage artistique apparaît au programme des Jeux, après 1908 et 1920.
L'épreuve féminine est la première à être disputée, le 28 janvier pour les figures imposées et le lendemain pour les figures libres. Dix patineuses sont engagées mais seulement huit concurrentes participent finalement à l'épreuve. L'Autrichienne Herma Plank-Szabó prend la tête du concours dès les figures imposées et la conserve après les figures libres : elle reçoit la médaille d'or à l'unanimité des juges. La médaille d'argent revient à l'Américaine Beatrix Loughran et la médaille de bronze à la Britannique Ethel Muckelt. La compétition est également marquée par la présence de la jeune Norvégienne Sonja Henie, âgée de onze ans seulement et qui termine au 8e rang. Surnommée la « reine de la glace », elle remportera la médaille d'or lors des trois olympiades suivantes.
Le concours masculin se déroule les 29 et 30 janvier. Onze des treize patineurs engagés disputent l'épreuve. Le Suédois Gillis Grafström, déjà vainqueur aux Jeux d'Anvers en 1920, survole la compétition. La majorité des juges lui accorde la première place, ce qui lui octroie sa deuxième médaille d'or olympique. L'Autrichien Willy Böckl, double champion d'Europe, gagne la médaille d'argent, tandis que la troisième place revient au Suisse Georges Gautschi.
L'épreuve par couples se tient le 31 janvier. Cinq des sept juges placent en tête les Autrichiens Helene Engelmann et Alfred Berger, champions du monde de la discipline en 1922. Ils devancent assez largement les tenants du titre finlandais Ludowika et Walter Jakobsson. Les Français Andrée Joly et Pierre Brunet obtiennent la médaille de bronze.

#### Patinage de vitesse

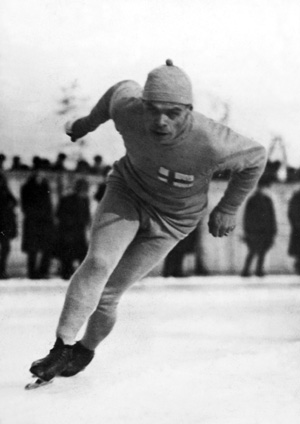
Le Finlandais Clas Thunberg remporte trois médailles d'or lors de ces Jeux.

Quatre courses de patinage de vitesse sont organisées sur la piste du stade olympique. Une cinquième médaille d'or est attribuée avec le concours général de patinage qui ne donne lieu à aucune épreuve supplémentaire mais dont le classement est établi selon le résultat des quatre épreuves précédentes, le 500 mètres, le 1 500 mètres, le 5 000 mètres et le 10 000 mètres. Chacune de ces épreuves se dispute en contre-la-montre par série de deux concurrents.
La course du 500 mètres est la première épreuve disputée, en ouverture de la Semaine internationale, le 26 janvier. En réalisant un temps de 44 secondes, l'Américain Charles Jewtraw crée la surprise en devançant les patineurs nordiques. Il devient alors le premier champion olympique d'hiver. La Norvège place deux concurrents sur le podium : Oskar Olsen obtient la médaille d'argent, tandis que Roald Larsen partage la troisième place avec le Finlandais Clas Thunberg. Ce dernier survole l'épreuve du 1 500 mètres en franchissant la ligne après 2 min 20 s 8 de course. Il s'impose avec plus d'une seconde d'avance sur les Norvégiens Roald Larsen et Sigurd Moen.
Clas Thunberg s'impose également dans le 5 000 mètres en devançant son compatriote Julius Skutnabb de 9 secondes. Le Norvégien Roald Larsen monte une nouvelle fois sur le podium, à la troisième place. La Finlande règne également dans la dernière course programmée, le 10 000 mètres, mais c'est Skutnabb qui remporte la médaille d'or, pour trois secondes, Thunberg se contentant alors de l'argent. Le Norvégien Larsen est troisième.
Seuls les concurrents ayant participé aux quatre épreuves disputées figurent dans le classement du concours général. Ce dernier est déterminé par la somme des places obtenues par chacun des patineurs dans les quatre épreuves. Le Finlandais Clas Thunberg obtient ainsi son troisième titre olympique devant le Norvégien Roald Larsen. Ces deux patineurs sont d'ailleurs les seuls à être montés sur le podium lors de chacune des courses. Julius Skutnabb se classe troisième, confirmant ainsi la suprématie des patineurs finlandais et plus généralement des athlètes nordiques qui remportent quinze des seize médailles décernées dans cette discipline,.

#### Ski militaire

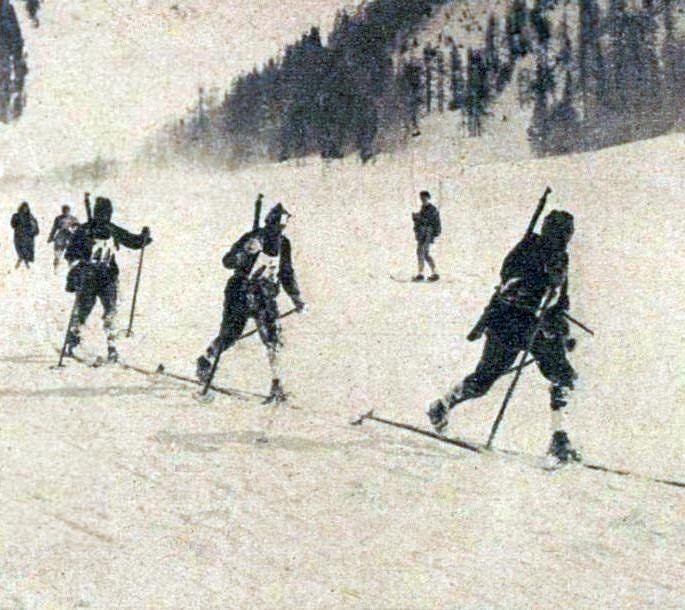
La patrouille militaire suisse championne olympique.

La course de ski militaire (également connue sous le nom de patrouille militaire) se déroule le 29 janvier. Elle consiste en une course de ski de fond de 30 kilomètres par patrouilles de quatre hommes, dont un officier, assortie juste après l'arrivée d'une séance de tir de 18 balles sur cible. Chaque balle atteignant la cible octroie une bonification de 30 secondes pour l'équipe. Le départ est donné du stade olympique et les nations s'élancent une à une à intervalle régulière de trois minutes. Six équipes sont engagées : la Finlande, la France, l'Italie, la Pologne, la Tchécoslovaquie et la Suisse. La patrouille suisse composée d'Alfred Aufdenblatten, de Denis Vaucher et des frères Alphonse et Antoine Julen réalise le meilleur temps de la course en 4 h 0 min 6 s. En plaçant huit balles dans la cible, elle obtient quatre minutes de bonifications et conserve la première place du classement général final. La Finlande obtient la médaille d'argent après avoir franchi la ligne en 4 h 5 min 40 s et placé onze balles dans la cible, soit la meilleure performance au tir. Emmenée par l'adjudant Camille Mandrillon qui a prononcé le serment olympique lors de la cérémonie d'ouverture, l'équipe de France se classe 3e de l'épreuve, malgré un manque de réussite au tir avec seulement deux balles placées dans les cibles. La Tchécoslovaquie prend la 4e place de l'épreuve tandis que l'Italie et la Pologne abandonnent au cours de l'épreuve.

#### Saut à ski

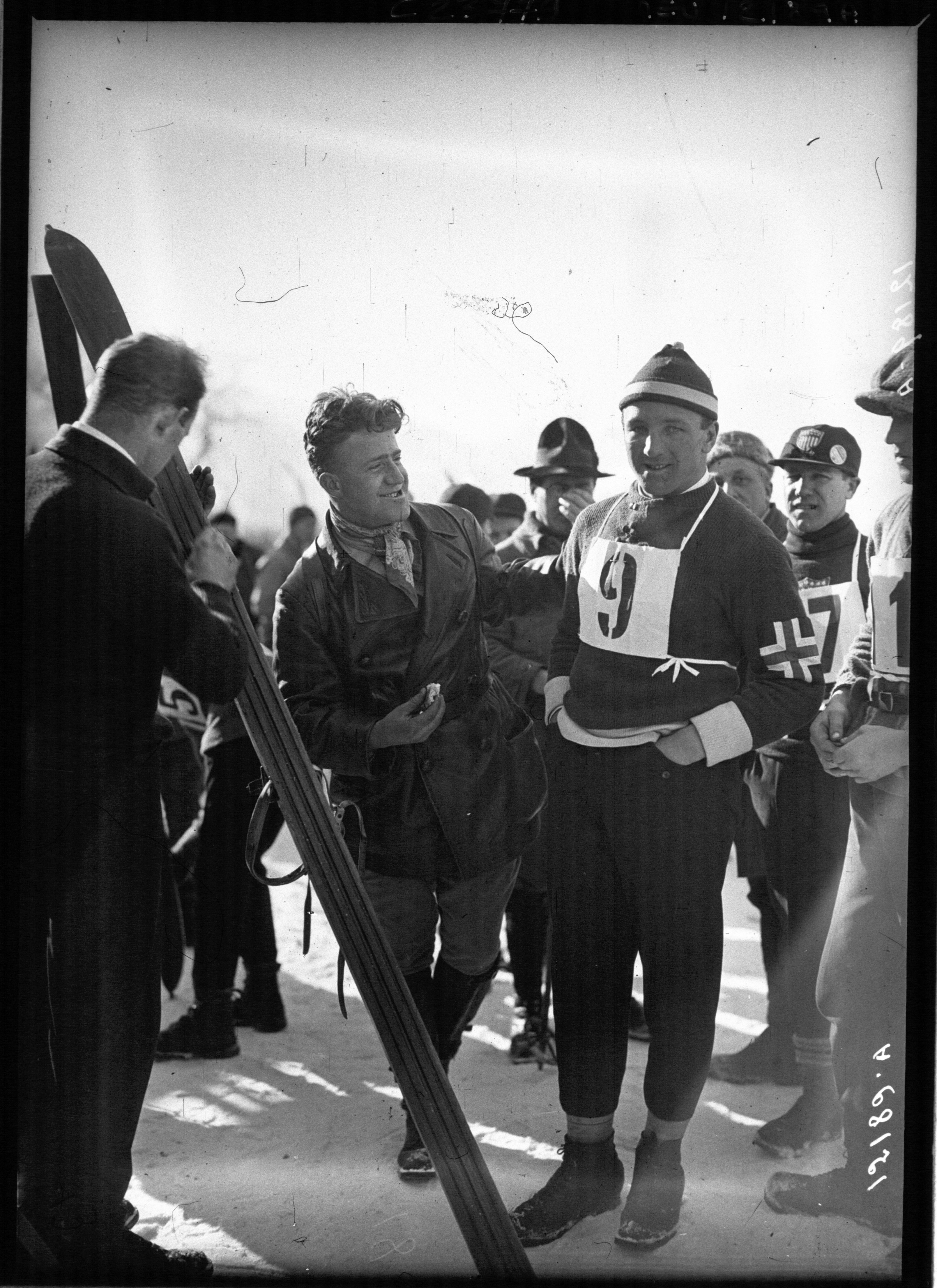
Jacob Tullin Thams félicité après son record du monde.

Le saut à ski est la dernière épreuve disputée lors de cette semaine des sports d'hiver, le 4 février, à la veille de la cérémonie de clôture. Vingt-sept sauteurs participent au concours, chacun réalisant deux sauts sur le tremplin du Mont. L'épreuve est marquée par huit chutes. Le saut le plus long est réalisé par l'Américain Anders Haugen avec un bond de 50 mètres, mais il doit se contenter de la quatrième place en raison de la faible note de style qui lui est attribuée. Le Norvégien Jacob Tullin Thams, auteur d'un saut à 49 mètres, remporte la médaille d'or avec un score de 18,960 points. Deux autres Norvégiens complètent le podium, Narve Bonna et Thorleif Haug, déjà triple médaillé d'or en ski de fond et combiné nordique lors de ces Jeux. Pourtant, en 1974, le fondeur Thoralf Strømstad contacte l'historien du ski norvégien Jakob Vaage, affirmant que les points de l'épreuve de saut à ski avaient été mal calculés. Ils parviennent à prouver qu'une erreur de notation a bien été commise en faveur de Thorleif Haug qui est alors reclassé 4e, tandis que la médaille de bronze est attribuée a posteriori à l'Américain Anders Haugen,. En septembre 1974, une cérémonie officielle est organisée à Oslo au cours de laquelle la fille de Thorleif Haug remet la médaille de bronze à Anders Haugen, alors âgé de 86 ans, cinquante ans après les Jeux de Chamonix.
Une série de sauts d'exhibition se déroule après le concours avec une piste d'élan rallongée de 25 mètres. Déjà médaillé d'or, Jacob Tullin Thams en profite pour affirmer sa suprématie dans la discipline, en établissant un nouveau record du monde à 58,50 mètres.

#### Ski de fond

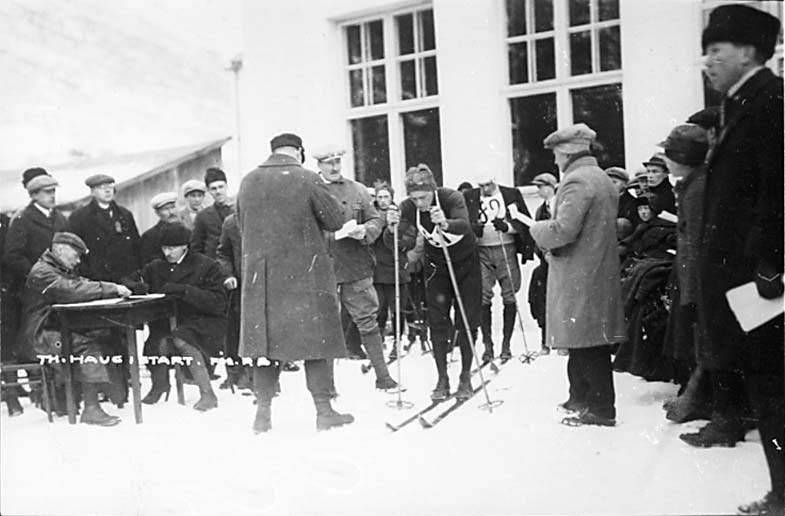
Thorleif Haug remporte trois médailles d'or à Chamonix dont deux en ski de fond.

Deux courses de ski de fond sont programmées à Chamonix, l'une de 50 kilomètres le 30 janvier, l'autre de 18 kilomètres le 2 février. Les pays nordiques dominent les compétitions : les Norvégiens comptent cinq podiums et la Finlande obtient la sixième médaille mise en jeu.
L'épreuve de 50 kilomètres présente un dénivelé de 820 mètres le long d'un parcours établi sur les bords de l'Arve. Les coureurs s'élancent individuellement de minute en minute ; seuls 21 des 33 fondeurs parviennent à rejoindre l'arrivée. Thorleif Haug, surnommé le « roi norvégien du ski », gagne la médaille d'or après 3 h 44 min 32 s de course. Il devance sur le podium ses compatriotes Thoralf Strømstad, 2e avec près de deux minutes de retard sur Haug et Johan Grøttumsbråten, 3e à plus de trois minutes du vainqueur. Alors qu'ils comptaient parmi les favoris de l'épreuve, les fondeurs finlandais manquent leur course, à l'image d'Anton Collin qui abandonne après avoir cassé l'un de ses skis. Le meilleur Finlandais au classement général est Matti Raivio, seulement 7e.
La course de 18 kilomètres, à laquelle participent 41 fondeurs, compte également pour l'épreuve de combiné nordique. Les concurrents s'élancent toutes les trente secondes sur un parcours présentant un dénivelé d'environ 170 mètres. Thorleif Haug domine à nouveau la compétition pour s'adjuger la médaille d'or en 1 h 14 min 31 s. Il devance d'1 min 20 s Johan Grøttumsbråten, qui remporte ainsi la deuxième de ses trois médailles dans ces Jeux. La troisième place revient au Finlandais Tapani Niku, arrivé près de deux minutes après Haug,.

### Cérémonie de clôture
La cérémonie de clôture se déroule dans la matinée du 5 février 1924 au stade olympique de Chamonix (encore appelé stade de Glace), par très beau temps comme pour l'ensemble des compétitions et en présence d'une foule nombreuse, à onze heures. Le baron Pierre de Coubertin prononce un discours dans lequel il dresse le bilan de cette semaine internationale avant que le secrétaire général du Comité olympique français Frantz Reichel fasse la lecture du palmarès des épreuves. La clôture solennelle est alors déclarée. Les médailles sont ensuite remises nominativement pour chaque épreuve. Alors que certains athlètes sont déjà rentrés dans leur pays, Frantz Reichel remet les médailles aux autres membres de leur délégation. À l'issue de la cérémonie, un Prix olympique d'alpinisme est décerné au colonel anglais Edward Strutt au nom des treize membres de l'expédition de 1922 à l'Everest, ayant atteint une altitude comprise entre 8 300 et 8 500 mètres, alors que le général Charles Granville Bruce est absent (il préparait une autre expédition à l'Everest), après que le Baron de Coubertin est fait l'éloge des hauts faits de l'alpinisme passés. Chacun des 13 participants reçoit de de Coubertin lui-même une médaille en argent doré. Lors de la remise du Prix olympique, Struth promet de remettre la prochaine médaille au sommet de l'Everest. Enfin la Coupe du Club Alpin Français remise annuellement à la meilleure nation pour l'année 1923 (et durant ces épreuves olympiques) est aussi transmise à la Suède.

### Classement des nations
Le classement officiel des nations est établi en fonction des six premières places de chacune des épreuves : un athlète qui gagne la médaille d'or rapporte 10 points à son pays, tandis que la médaille d'argent rapporte 5 points, la médaille de bronze 4 points. Trois points sont ensuite attribués pour la quatrième place, 2 points pour la cinquième place et 1 point pour la sixième place. Un rang obtenu à égalité avec un autre athlète rapporte 0,5 point de moins. La Norvège, qui totalise 32 places parmi les six premiers, dont 18 podiums, domine largement ce classement, en devançant la Finlande, 2e, de près de 70 points et la Grande-Bretagne, 3e, de plus de 100 points.
| Rang | Nations         | Nombre de concurrents classés | Nombre de concurrents classés | Nombre de concurrents classés | Nombre de concurrents classés | Nombre de concurrents classés | Nombre de concurrents classés | Nombre de concurrents classés | Nombre de concurrents classés | Nombre de concurrents classés | Nombre de concurrents classés | Nombre de concurrents classés | Nombre de concurrents classés | Total  | Total  |
| Rang | Nations         | 1er                           | 1er                           | 2e                            | 2e                            | 3e                            | 3e                            | 4e                            | 4e                            | 5e                            | 5e                            | 6e                            | 6e                            | Total  | Total  |
| Rang | Nations         | Places                        | Points                        | Places                        | Points                        | Places                        | Points                        | Places                        | Points                        | Places                        | Points                        | Places                        | Points                        | Places | Points |
| ---- | --------------- | ----------------------------- | ----------------------------- | ----------------------------- | ----------------------------- | ----------------------------- | ----------------------------- | ----------------------------- | ----------------------------- | ----------------------------- | ----------------------------- | ----------------------------- | ----------------------------- | ------ | ------ |
| 1    | Norvège         | 4                             | 40                            | 7                             | 35                            | 7.                            | 27,5                          | 6                             | 18                            | 6                             | 12                            | 2                             | 2                             | 32     | 134,5  |
| 2    | Finlande        | 4                             | 40                            | 4                             | 20                            | 3                             | 11,5                          | 1                             | 3                             | 1                             | 2                             | -                             | -                             | 13     | 76,5   |
| 3    | Grande-Bretagne | 1                             | 10                            | 1                             | 5                             | 2                             | 8                             | 1                             | 3                             | 2                             | 4                             | -                             | -                             | 7      | 30     |
| 4    | États-Unis      | 1                             | 10                            | 2                             | 10                            | -                             | -                             | 2                             | 6                             | -                             | -                             | 3                             | 3                             | 8      | 29     |
| 5    | Suède           | 1                             | 10                            | 1                             | 5                             | -                             | -                             | 1                             | 3                             | 2                             | 4                             | 4                             | 4                             | 9      | 26     |
| 6    | Autriche        | 2                             | 20                            | 1                             | 5                             | -                             | -                             | -                             | -                             | -                             | -                             | -                             | -                             | 3      | 25     |
| 7    | Suisse          | 2                             | 20                            | -                             | -                             | 1                             | 4                             | -                             | -                             | -                             | -                             | -                             | -                             | 3      | 24     |
| 8    | France          | -                             | -                             | -                             | -                             | 3                             | 12                            | 1                             | 3                             | 2                             | 3,5                           | 1                             | 1                             | 7      | 19,5   |
| 9    | Canada          | 1                             | 10                            | -                             | -                             | -                             | -                             | -                             | -                             | -                             | -                             | 1                             | 1                             | 2      | 11     |
| 10   | Tchécoslovaquie | -                             | -                             | -                             | -                             | -                             | -                             | 2                             | 6                             | 1                             | 1,5                           | 1                             | 1                             | 4      | 8,5    |
| 11   | Belgique        | -                             | -                             | -                             | -                             | 1                             | 4                             | -                             | -                             | 1                             | 2                             | -                             | -                             | 2      | 6      |
| 12   | Italie          | -                             | -                             | -                             | -                             | -                             | -                             | -                             | -                             | -                             | -                             | 1                             | 1                             | 1      | 1      |

### Tableau des médailles
Bien que non officiel, ce classement est déterminé selon le nombre de médailles d'or, d'argent et de bronze obtenues par chacune des nations. Avec quatre titres olympiques, la Norvège et la Finlande occupent les deux premières places de ce tableau. Troisième du classement officiel des nations, la Grande-Bretagne n'apparaît qu'au sixième rang du tableau des médailles car les athlètes britanniques n'ont remporté qu'une médaille d'or à Chamonix. La performance norvégienne est d'autant plus remarquable que la délégation remporte 17 médailles alors qu'elle ne compte que 16 athlètes.

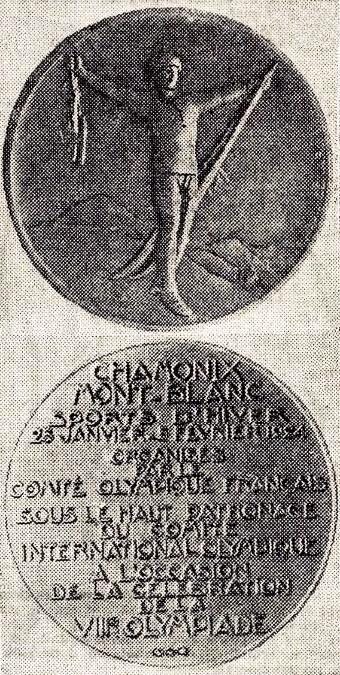
La médaille des Jeux.

| Rang  | Nation          | Or | Argent | Bronze | Total |
| ----- | --------------- | -- | ------ | ------ | ----- |
| 1     | Norvège         | 4  | 7      | 6      | 17    |
| 2     | Finlande        | 4  | 4      | 3      | 11    |
| 3     | Autriche        | 2  | 1      | 0      | 3     |
| 4     | Suisse          | 2  | 0      | 1      | 3     |
| 5     | États-Unis      | 1  | 2      | 1      | 4     |
| 6     | Grande-Bretagne | 1  | 1      | 2      | 4     |
| 7     | Suède           | 1  | 1      | 0      | 2     |
| 8     | Canada          | 1  | 0      | 0      | 1     |
| 9     | France          | 0  | 0      | 3      | 3     |
| 10    | Belgique        | 0  | 0      | 1      | 1     |
| Total | Total           | 16 | 16     | 17     | 49    |

### Sportifs les plus médaillés

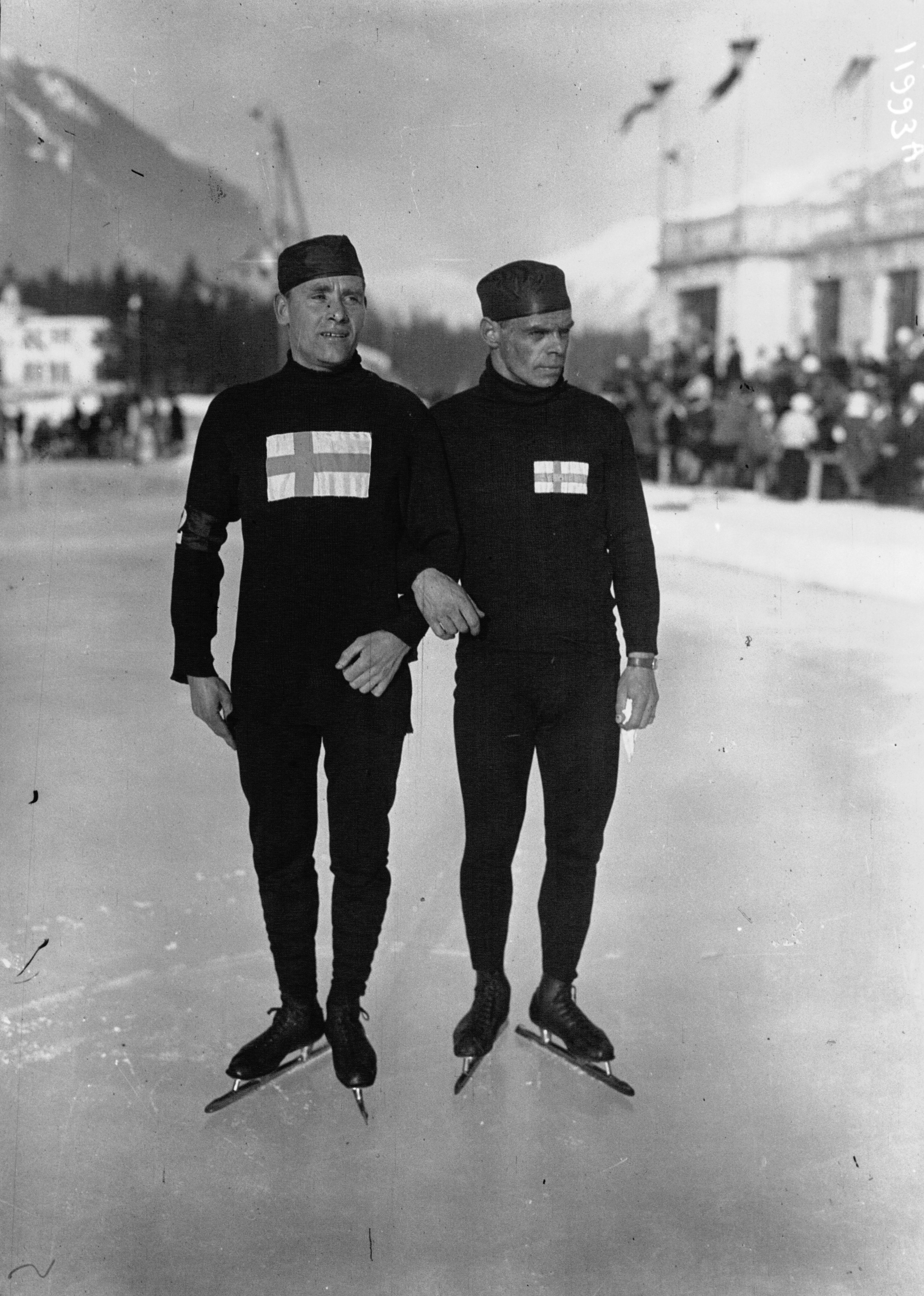
Les patineurs de vitesse finlandais Julius Skutnabb et Clas Thunberg gagnent respectivement trois et cinq médailles lors de ces Jeux.

En remportant cinq médailles dont trois en or, le patineur de vitesse finlandais Clas Thunberg est le sportif le plus médaillé de ces Jeux. Il faut attendre les Jeux d'hiver de 1936 pour qu'un athlète gagne à nouveau trois titres olympiques, à savoir le patineur de vitesse norvégien Ivar Ballangrud et ce n'est qu'en 1980 à Lake Placid que l'Américain Eric Heiden devient le deuxième sportif à remporter cinq médailles dans les mêmes Jeux.
| Rang | Pays     | Athlète              | Sport                        | Médaille d'or, Jeux olympiques | Médaille d'argent, Jeux olympiques | Médaille de bronze, Jeux olympiques | Total |
| ---- | -------- | -------------------- | ---------------------------- | ------------------------------ | ---------------------------------- | ----------------------------------- | ----- |
| 1    | Finlande | Clas Thunberg        | Patinage de vitesse          | 3                              | 1                                  | 1                                   | 5     |
| 2    | Norvège  | Roald Larsen         | Patinage de vitesse          | 0                              | 2                                  | 3                                   | 5     |
| 3    | Norvège  | Thorleif Haug        | Combiné nordique/Ski de fond | 3                              | 0                                  | 0                                   | 3     |
| 4    | Finlande | Julius Skutnabb      | Patinage de vitesse          | 1                              | 1                                  | 1                                   | 3     |
| 5    | Norvège  | Johan Grøttumsbråten | Combiné nordique/Ski de fond | 0                              | 1                                  | 2                                   | 3     |
| 6    | Norvège  | Thoralf Strømstad    | Combiné nordique/Ski de fond | 0                              | 2                                  | 0                                   | 2     |

## Réactions et retombées
« Les Jeux d’Hiver avaient victoire complète. J’en étais heureux, ayant toujours souhaité voir cette annexe hivernale dûment légalisée [...] »

— Pierre de Coubertin, Mémoires olympiques
L'organisation et le bon déroulement de la semaine des sports d'hiver de Chamonix sont globalement salués par la presse nationale et internationale. Le quotidien britannique The Times souligne que « les conditions furent dans l'ensemble propices, le temps fut admirable, les performances atteintes d'un niveau remarquablement haut », tout en précisant que « le comité international […] devrait être félicité pour le succès des réunions de sports d'hiver organisées à Chamonix ». La presse française se montre tout aussi enthousiaste, bien que le quotidien L'Auto juge quant à lui l'organisation « un peu cahoteuse ». Plusieurs observateurs, comme Gabriel Hanot, sont impressionnés par les succès nordiques et relèvent l'écart technique et technologique qui les sépare des concurrents français. La bonne tenue de la compétition est contrebalancée par un bilan financier catastrophique : les frais engagés, qui s'élèvent à 3 500 000 francs, ne sont que faiblement recouverts par le montant des recettes, de l'ordre de 120 000 francs. Toutefois, les équipements dont s'est dotée la ville de Chamonix pour l'accueil de la compétition lui permettent de confirmer sa supériorité face aux autres stations hivernales françaises. Le processus de modernisation de la station se poursuit dans les années qui suivent les Jeux avec l'aménagement du second tronçon du téléphérique de l'Aiguille du Midi en 1927 puis la construction de celui du Brévent en 1928.
Devant le succès rencontré à Chamonix, le CIO officialise la Semaine internationale comme étant les premiers Jeux olympiques d'hiver lors du congrès de Prague le 27 mai 1925, au cours duquel est adoptée la charte olympique des Jeux d'hiver. Les Jeux d'hiver constituent désormais un cycle distinct de celui des Jeux olympiques d'été, bien que se déroulant la même année,.
La semaine des sports d'hiver de Chamonix occupe également une place importante dans le développement de plusieurs sports sur le plan national et international. Lors d'un congrès organisé à l'hôtel Majestic de Chamonix le 2 février, pendant la tenue des Jeux, la Fédération internationale de ski est créée dans le but de développer le ski à l'échelle mondiale. Le Suédois Ivar Holmquist en devient le premier président. Quelques mois plus tard, c'est au tour de la Fédération française de ski de voir le jour, le 15 octobre 1924. Parallèlement, de nombreuses stations hivernales françaises se lancent dans l'organisation de compétitions ou meetings de sports d'hiver réunissant notamment de grands champions norvégiens dans le but d'attirer la clientèle. L'Office national du tourisme (ONT) et la compagnie ferroviaire Paris-Lyon-Méditerranée développent les campagnes publicitaires en faveur du tourisme hivernal, bien que celui-ci demeure dans un premier temps limité à une clientèle majoritairement étrangère et privilégiée.